# Christian Welzel
 (novembre 2021).
Si vous disposez d'ouvrages ou d'articles de référence ou si vous connaissez des sites web de qualité traitant du thème abordé ici, merci de compléter l'article en donnant les références utiles à sa vérifiabilité et en les liant à la section « Notes et références ».
Christian Welzel est un politologue allemand, professeur à l'Université Leuphana de Lunebourg et vice-président de la World Values Survey.

## Carrière
Welzel a étudié la science politique et l'histoire économique à l'Université de la Sarre à Sarrebruck. Après un Master of Arts (M.A.) en 1991, il a obtenu un doctorat en sciences politiques à l'Université de Potsdam en 1996. Dans les années suivantes, Welzel a travaillé comme assistant au Centre de recherche sur les sciences sociales de Berlin (Wissenschaftszentrum Berlin - WZB) et il a obtenu son habilitation en sciences politiques en 2000 à la Freie Universität de Berlin. En 2002, Welzel devient professeur associé de science politique à l'Université Jacobs de Brême, où il a reçu le titre de professeur en 2006. Il y a supervisé en tant que coordinateur de programme le programme d'études Sciences sociales intégrées. En 2010, Christian Welzel a obtenu une chaire de professeur à l'Université Leuphana de Lunebourg. Dans la même année il a acquis un professeur de recherche à l' École supérieure d'économie (Higher School of Economics - HSE) à Saint-Pétersbourg en Russie. En plus de la Russie et de l'Allemagne, Christian Welzel mène également des recherches depuis 2006 dans le cadre du Centre pour l'étude de la démocratie (Center for the Study of Democracy - CSD) à l'Université de Californie à Irvine.

## Publications
- (en) Russel J. Dalton et Christian Welzel, The Civic Culture Transformed : From Allegiant to Assertive Citizens, Cambridge, Cambridge University Press, 2014 (ISBN 9781107039261)
- (en) Christian Welzel, Freedom Rising : Human Empowerment and the Quest for Emancipation (en), Cambridge, Cambridge University Press, 2013 (ISBN 9781107034709)
- (en) Christian Haerpfer, Patrick Bernhagen, Ronald Inglehart et Christian Welzel, Democratization, Oxford, Oxford University Press, 2009 (ISBN 9780199233021)
- (en) Ronald Inglehart et Christian Welzel, Modernization, Cultural Change and Democracy, Cambridge, Cambridge University Press, 2005 (ISBN 978-0-521-84695-0)